# Burg Fürstenwalde
Die Ruine der Burg Fürstenwalde (tschechisch Hrad Fürstenwalde) befindet sich westlich von Vrbno (deutsch Würben) im Okres Bruntál in Tschechien. Sie liegt auf der Zámecká hora (854 m, Burgberg) über dem Zusammenfluss der Střední Opava (Mitteloppa) und der Bílá Opava (Weiße Oppa) zur Opava (Oppa).

## Geschichte
Die Burg Fürstenwalde wurde erstmals 1348 erwähnt. Damals war sie im Besitz des Troppauer Herzogs Nikolaus II., der dem Troppauer Zweig der böhmischen Přemysliden entstammte. Sie nahm eine vorrangige Stellung als Grenzburg gegenüber dem piastischen Herzogtum Oppeln ein und wurde 1377 bei der Zusammenstellung der Güter des Herzogtums Troppau, das in diesem Jahr geteilt wurde, an erster Stelle aufgeführt. Zusammen mit der Herrschaft Freudenthal gehörte sie ab 1377 zum Herzogtum Jägerndorf, das Herzog Johann I. erhielt. Anfang des 15. Jahrhunderts wurde die Burg um einen Palas erweitert. Vermutlich in den Böhmisch-ungarischen Kriegen um den böhmischen Königsthron wurde sie nach dem Tod des Königs Georg von Podiebrad 1474 beim Zug des Gegenkönigs Matthias Corvinus nach Schlesien zerstört.

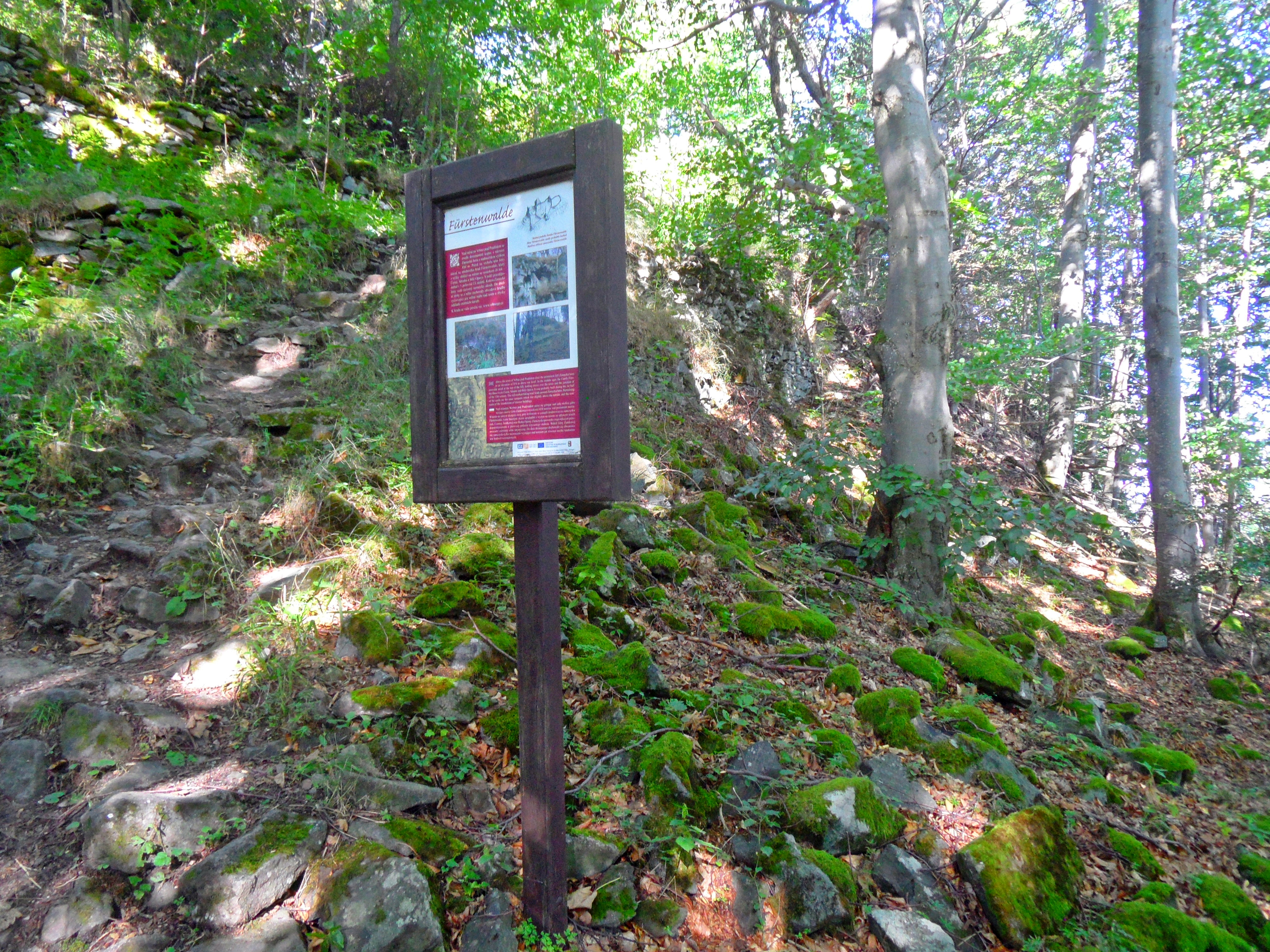
Fürstenwalde
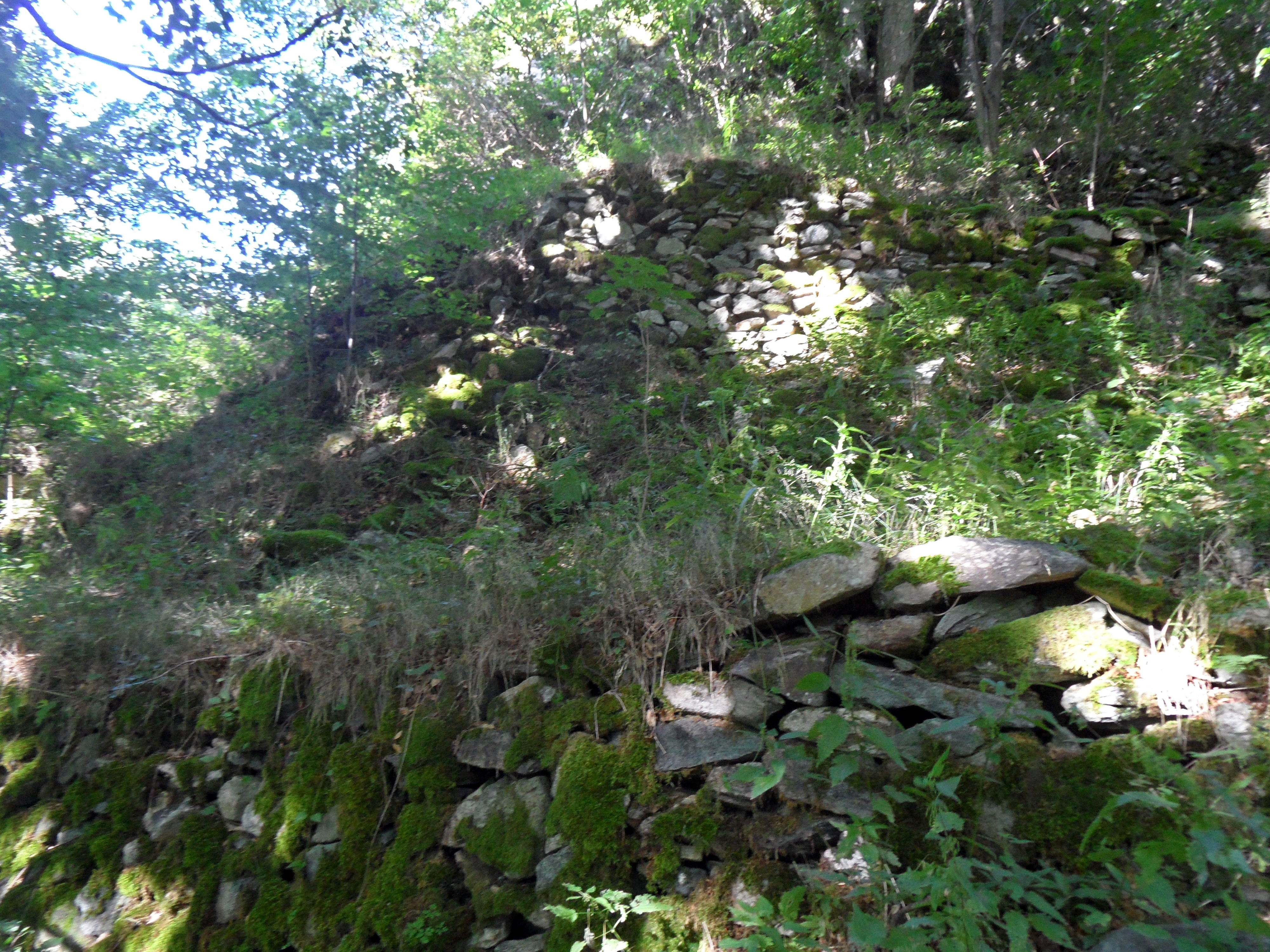
Mauerreste
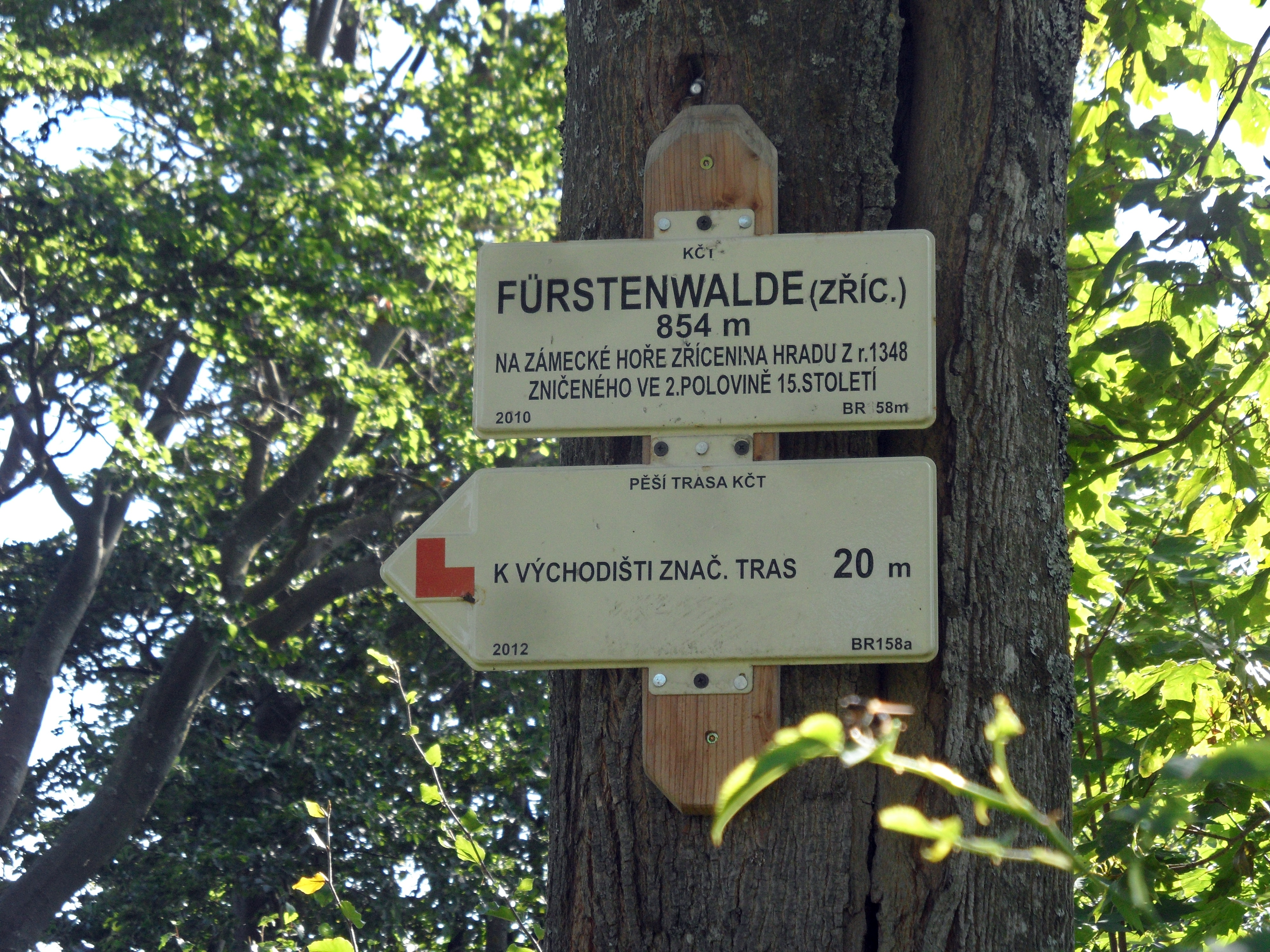
Wegweiser bei den Ruinen
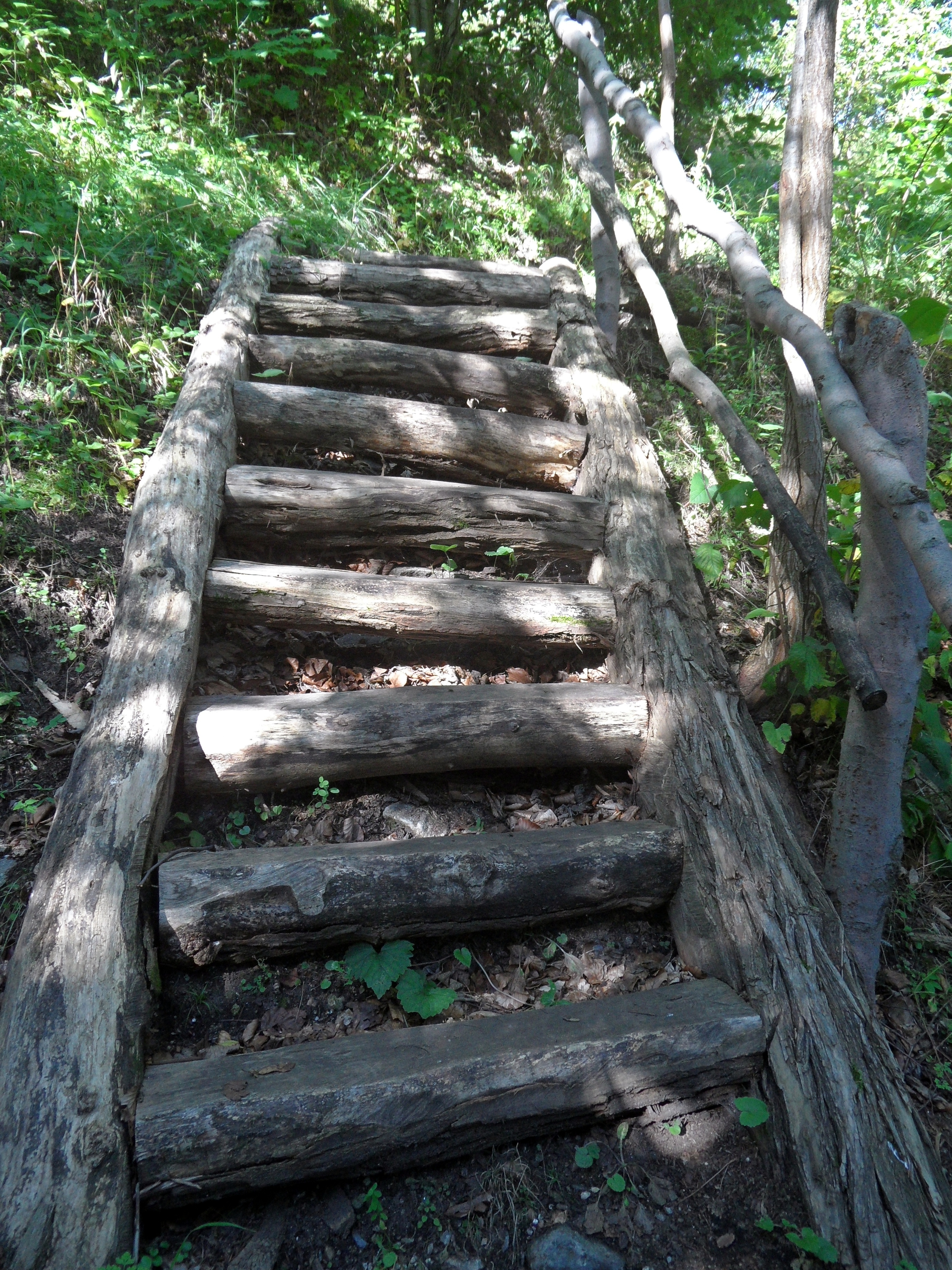
Teil des Weges
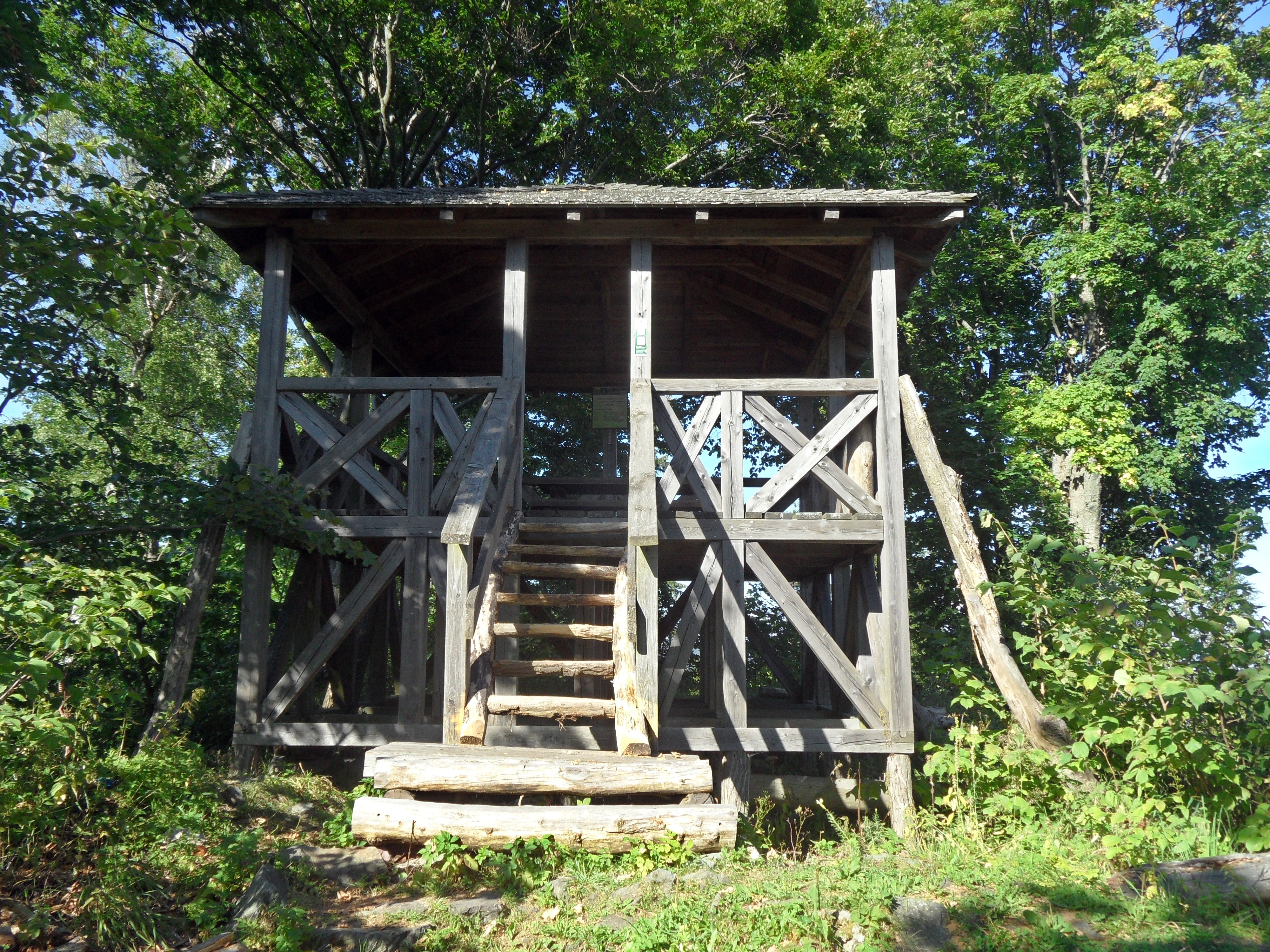
Aussichtsturm bei den Ruinen